# اتحاد کوسو
اتحاد کوسو (به ژاپنی: 甲相同盟) یک اتحاد نظامی بود که در سال ۱۵۴۴ مابین خاندان تاکدای ولایت کای و خاندان هوجوی ولایت ساگامی در دوره سنگوکو بسته شد. در این زمان هر دو خاندان در حال جنگ با خاندان اوئسوگی بودند. این اتحاد گسترش پیدا کرد و خاندان ایماگاوای ولایت سوروگا نیز به این اتحاد پیوست. این اتحاد سه‌گانه به اتحاد سه ولایت کوسوسون شهرت دارد.

## حمله شینگن به سوروگا و فسخ اتحاد
ایماگاوا یوشیموتو در سال ۱۵۶۰ توسط اودا نوبوناگا در نبرد اوکه‌هازاما کشته شد. در سال ۱۵۶۸ تاکدا شینگن به ولایت سوروگا (که شامل پایتخت ایماگاوا یعنی سونپو بود) حمله کرد و این اتحاد از بین رفت و هوجو اوجی‌یاسو (۱۵۱۵–۱۵۷۱ میلادی) با دشمن شینگن خاندان اوئه‌سوگی پیمانی به نام اتحاد اتسوسو بست.

## برقراری دوباره اتحاد
در سال ۱۵۶۹ و پس از حمله دوم شینگن به سوروگا بین شینگن و دو دایمیوی متحد توکوگاوا ایه‌یاسو و اودا نوبوناگا بر سر تقسیم قدرت در دو ولایت تازه تصرف شده سوروگا و ولایت توتومی اختلاف افتاد. از سوی دیگر خاندان هوجو اتحاد با خاندان اوئسوگی (اتحاد اتسوسو) را به سودمند نمی‌دید،  هوجو اوجیماسا پس از مرگ پدر و شروع رهبری‌اش تمایل یافت که دوباره با شینگن اتحاد برقرار کند. در پس گفتگوهای پنهانی و در سال ۱۵۷۱ دوباره این اتحاد بین دو خاندان تاکدا و هوجو برقرار شد.